# Villa del Sol (Teksas)
Villa del Sol je naseljeno mjesto za statističke potrebe u američkoj saveznoj državi Teksas. Prema popisu stanovništva iz 2010. u njemu je živjelo 175 stanovnika.